# Tapmukjauratj (Jokkmokks socken, Lappland, 733746-167158)
Tapmukjauratj är en sjö i Jokkmokks kommun i Lappland och ingår i Piteälvens huvudavrinningsområde. Sjön har en area på 0,0724 kvadratkilometer och ligger 486,2 meter över havet. Tapmukjauratj ligger i Piteälven Natura 2000-område. Sjön avvattnas av vattendraget Tapmukjåkkå.

## Delavrinningsområde
Tapmukjauratj ingår i det delavrinningsområde (733545-167187) som SMHI kallar för Ovan 733272-167405. Medelhöjden är 443 meter över havet och ytan är 13,04 kvadratkilometer. Det finns inga avrinningsområden uppströms utan avrinningsområdet är högsta punkten. Tapmukjåkkå som avvattnar avrinningsområdet har biflödesordning 3, vilket innebär att vattnet flödar genom totalt 3 vattendrag innan det når havet efter 135 kilometer. Avrinningsområdet består mestadels av skog (88 procent). Avrinningsområdet har 0,07 kvadratkilometer vattenytor vilket ger det en sjöprocent på 0,6 procent.